# Ахахбар, Анасс
Анасс Ахахбар (араб. أنس أشحبار‎; род. 13 января 1994 года, Гаага, Нидерланды) — нидерландский футболист, нападающий клуба «Вестландия».

## Клубная карьера
Начинал карьеру в команде ВКС, а с 2002 по 2011 год занимался в академии «Эксельсиора». В «Фейеноорд» Анасс перебрался в 2011 году. 28 августа 2011 года он дебютировал в чемпионате Нидерландов в матче против «Херенвена». За два сезона, проведённых в роттердамском клубе, Анасс провёл двенадцать матчей чемпионата без забитых голов.
В 2013 году Анасс был арендован немецкой «Арминией».
В мае 2016 года подписывает контракт с клубом ПЕК Зволле. В июне 2017 года был отдан в аренду в НЕК.

## Карьера в сборной
Анасс выступал за юношеские сборные Нидерландов, стал победителем юношеского чемпионата Европы до 17 лет 2011 года. Он также принимал участие на Чемпионате Европы в возрастной категории до 19 лет 2013 года. В первом матче, против литовцев, форвард отметился дублем. В итоге он стал одним из лучших бомбардиров турнира.

## Достижения
- Обладатель Кубка Нидерландов: 2015/16
- Победитель чемпионата Европы (до 17 лет): 2011